# Sylvietta leucophrys
Sylvietta leucophrys é uma espécie de ave da família Macrosphenidae.
Pode ser encontrada nos seguintes países:  Burundi, República Democrática do Congo, Quénia, Ruanda, Tanzânia e Uganda.